# Асен Траянов
Асен Василев Траянов (болг. Асен Василев Траянов; 7 серпня 1885, Сливен — 2 серпня 1940, Софія) — болгарський військовий інженер (майор болгарської армії) і венесуельський картограф. Вивчав маловідомі і малодосліджені гірські райони південно-східної Венесуели.

## Біографія
Народився 7 серпня 1885 у Сливені. Батьки — суддя й учителька, вихідці з Вардарської Македонії. Брат — поет Теодор Траянов (1882—1945). Закінчив військове училище, 19 вересня 1906 отримав звання підпоручика. Починав службу в 1-й інженерно-саперній дружині, 22 вересня 1909 став поручиком. Як військовий інженер брав участь у бойових діях в Першій та Другій балканських війнах у 1912—1913 роках, отримав звання капітана. З 1915 року на фронті Першої світової війни, служив у Варненському укріпленому районі у складі 8-ї саперної дружини.
16 вересня 1917 Траянов став майором, а через рік після закінчення війни — звільнений з армії у цьому чині. Пізніше емігрував у Венесуелу, змінивши прізвище на Траханес (ісп. Trajanes), і пішов на службу місцевому уряду, де отримав розпорядження — укласти топографічну карту південного сходу країни. Організував декілька експедицій у тропічні гори поблизу річки Оріноко й частково в Гвіанське нагір'я, дослідив столову гору Рорайма («диявольську гору»).
1938 повернувся до Софії, залишивши у Венесуелі свою дружину і дочку Лідію. Траянов планував організувати нову експедицію у Венесуелу, однак всьому завадив початок Другої світової війни. 2 серпня 1940 Траянов помер в Софії.